# Triplophysa dorsalis
Triplophysa dorsalis es una especie de peces de la familia Balitoridae en el orden de los Cypriniformes.

## Morfología
• Los machos pueden llegar alcanzar los 13 cm de longitud total.

## Distribución geográfica
Se encuentra en Xinjiang (China) y el territorio de la antigua URSS.

## Hábitat
Es un pez de agua dulce.